# 梨杏 (プロレスラー)
梨杏（りあん、2005年2月3日 - ）は、日本の女性プロレスラー。青森県八戸市出身。身長150cm、体重49kg。スターダム所属。

## 経歴
2023年
- 4月、八戸聖ウルスラ学院高等学校を卒業後、プロレスラーを目指しスターダム練習生として正式入門。
- 10月、スターダムのプロテスト合格[2][3][4]。

2024年
- 3月30日、『STARDOM in SENDAI 2024』宮城県・仙台PIT大会にて、大江戸隊のスターライト・キッド戦でデビュー[5][6]。最後はムーンサルトプレス→片エビ固めで敗れた。
- 5月31日、『STARDOM in SENDAI 2024』宮城県・仙台PIT大会にて、E neXus VのHANAKOに敗北[7]。
- 9月19日、『STARDOM AOMORI 2DAYS in HACHINOHE ～八戸市出身 梨杏 凱旋～』にてE neXus Vに加入。
- 10月3日、センダイガールズプロレスリングのじゃじゃ馬トーナメントに出場。1回戦でスパイク・ニシムラに敗れる。

2025年
- 6月8日、『STARDOM in KORAKUEN 2025 Jun.』後楽園ホール大会で鉄アキラから自力初勝利。
- 6月21日、『STARDOM THE CONVERSION』国立代々木競技場第二体育館大会で妃南が保持するフューチャー・オブ・スターダム王座に初挑戦。

## 人物
- 好きな有名人は、賀来賢人、清野菜名。
- 目標レスラーは、舞華、ストーン・コールド・スティーブ・オースチン。
- 趣味は人間観察、レゴ、サブスク。
- 特技は激辛料理、焼き鳥の串打ち。
- 好きな食べ物は、クッキー、トマト、ビール。
- ニックネームの「がむしゃらジャリガール」の「ジャリ」を砂利のことと捉われることがあるが、実際はじゃりン子チエに似ていることから命名された。[8]
- 海外では梨杏を熱心に応援するファンダムネームを「Rianators（リアネーターズ）」と呼称。これはアメリカのポップスター「アリアナ・グランデ」のファン名称「Arianators」に由来している。

## 得意技
- フィッシャーマンズ・スープレックス
- 丸め込み
- スリーパーホールド
- スタナー

## 入場曲
- Bangin